# Парижская псалтырь
Парижская псалтырь (Paris. gr. 139) — иллюминированная рукопись Псалтыри, созданная в середине X века. Хранится в Парижской национальной библиотеке; является самой известной рукописью эпохи македонского ренессанса.
Парижскую псалтырь украшают 14 полностраничных миниатюр в орнаментальном обрамлении. Они выполнены на сюжеты Ветхого Завета и отличаются вниманием к пейзажам и архитектурным элементам, а также подражанием античному искусству. Прототипом для миниатюр послужила александрийская рукопись IV века, однако есть мнения, связывающие происхождение прототипа с Малой Азией.
На многих миниатюрах представлены аллегорические изображения и персонификации (например, рядом с Давидом, играющим на арфе, помещено изображение персонификации Мелодии, а ночь изображена как женщина с горящим факелом и покрывалом, распростёртым над её головой). Стилизация под позднеантичное искусство настолько достоверна, что долгое время многие исследователи датировали псалтырь существенно более ранним периодом, чем X век.